# Prophètes de l'islam
Pour les articles homonymes, voir Prophète (homonymie) et Prophète de l'islam.

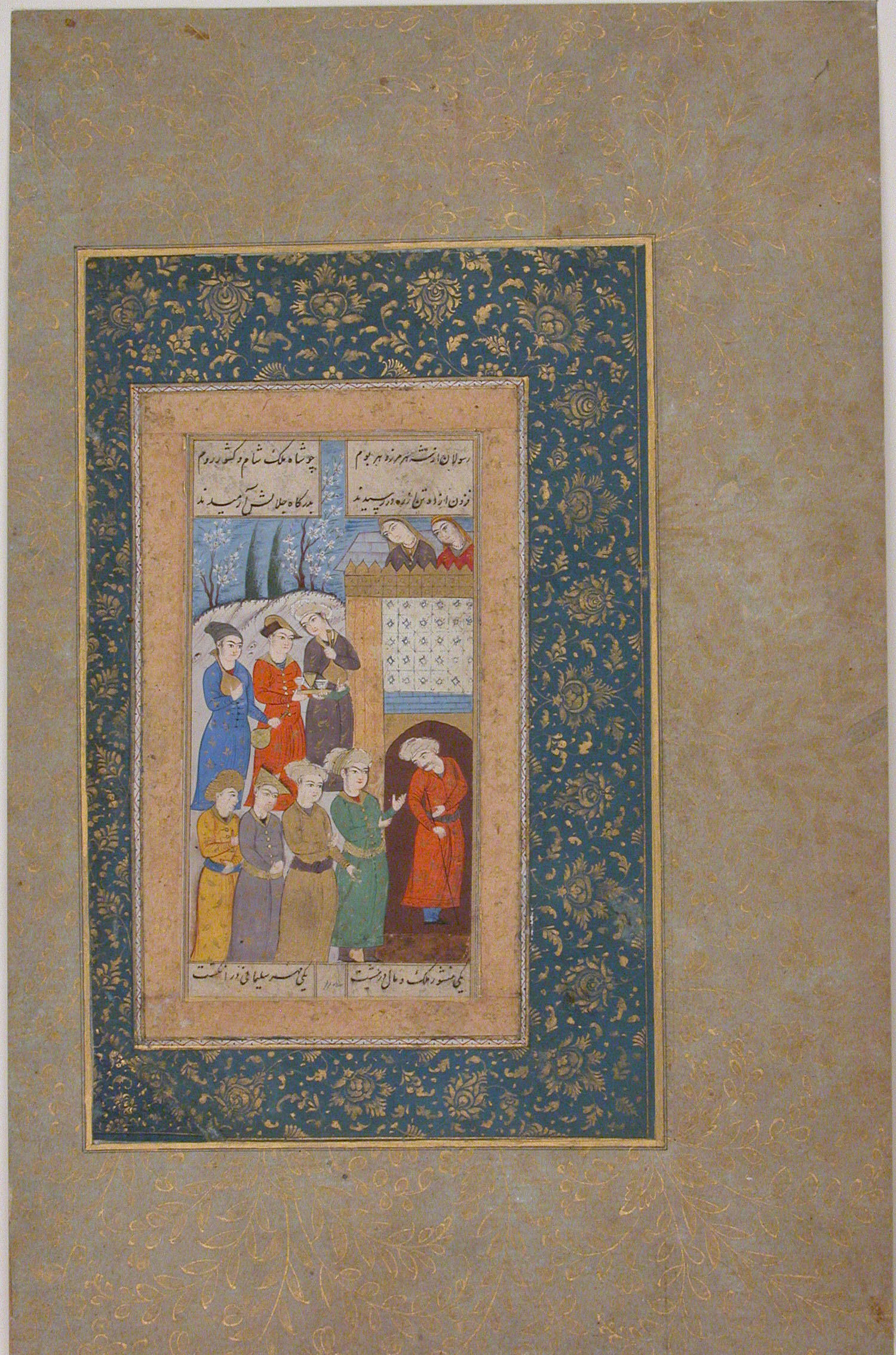
Adam et quatre prophètes, manuscrit islamique, XVIIe siècle, Metropolitan Museum of Art (New York).

Dans l'islam, les prophètes (ou nabi ; en arabe : نَبِی, nabī ; en hébreu : נביא, nâbîy ; en grec ancien : προφήτης, prophḗtēs) sont des hommes chargés de transmettre le message de l'unicité divine et d'un monothéisme adamique pur. Le premier des prophètes de l'islam est chronologiquement Adam, et le dernier est Mahomet, d'où son titre de « sceau des prophètes » (Coran, sourate XXXIII, verset 40).
L'islam a intégré les prophètes bibliques ainsi que d'autres personnalités comme Alexandre le Grand. Néanmoins, la prophétologie coranique se distingue de la prophétologie biblique, et elle a été influencée par des mouvements comme le manichéisme.
Les prophètes occupent une place importante dans l'islam, place qui évolue avec le temps. Le dogme de l'impeccabilité des prophètes, ceux-ci étant censés ne jamais avoir péché, se développe ainsi à partir du IXe siècle, en contradiction avec le texte coranique même qui évoque de tels péchés.

## Prophétologie musulmane
Le concept de prophète est important pour l'islam. Dans la chahada, si l'unicité de Dieu est première, l'affirmation du statut prophétique de Mahomet suit immédiatement. A plusieurs reprises dans le Coran, les prophètes sont désignés comme faisant partie des objets de foi. Néanmoins, l'approche historique de l'archéologie permet de nuancer une approche trop essentialiste. Ainsi, les plus anciennes inscriptions sur des stèles funéraires montrent que la première shahada contenait seulement la première partie. La mise en avant de l'aspect prophétique de Mahomet a permis au pouvoir de se différencier des autres populations soumises au pouvoir musulman, comme les juifs et les chrétiens. Les premières sources non-arabe contemporaine des débuts de l'islam montrent que Mahomet n'est encore considéré que comme un « chef de guerre ».
Le Coran propose une histoire construite sur le principe qu'Adam aurait possédé l'intégralité du message divin mais que celui-ci se serait altéré au fur et à mesure des générations. Ces altérations ont été accompagnées de reprises par les prophètes appelant un retour au monothéisme originel. Ce schéma est devenu systématique chez les hérésiographes.

### Prophétologie coranique - prophétologie biblique
La prophétologie musulmane doit être distinguée de la prophétologie biblique. En effet, si la Bible met en garde contre la multiplication des prophètes, pour l'islam, tout personnage ayant joué un rôle important dans l'histoire coranique est considéré comme un prophète. Ce principe rapproche l'islam du manichéisme. Un autre point commun est la notion de « sceau de la prophétie », titre qui est attribué par l'islam à Mahomet, et par le manichéisme à Mani.
À la différence des prophètes bibliques, les prophètes coraniques ne prédisent pas l'avenir. Pour Mahomet, les prophéties qui lui sont parfois attribuées, à l'exception de la victoire finale de l'islam, sont des « rattachements a posteriori d'événements à des formules vagues ». La prophétie coranique est avant tout la seule transmission d'une révélation.
Pour Dye, « on a souvent affaire, dans le Coran, à la même histoire qui se répète : 1) envoi d’un prophète ou d’un messager, qui appelle un peuple à reconnaître le dieu unique, 2) incrédulité du peuple, 3) punition divine, qui anéantit le peuple. […]. Il semble que la présentation de ces histoires soit adaptée à l’image qui veut être donnée de la carrière prophétique de Mahomet ».
La rédaction du Coran, parfois peu précise sur les récits concernant les prophètes, « constitue naturellement un argument ex silentio en faveur de la notoriété de l’histoire biblique de Jonas auprès de l’auditoire des révélations coraniques. ». Cela montre l'importation des récits bibliques, juifs et chrétiens, dans le contexte de naissance du Coran. Cette influence directe se retrouve aussi bien dans les récits que dans certains détails. Ainsi, le récit coranique d'Ibrahim est à l'intersection de plusieurs sources. L'influence biblique est plutôt indirecte et se retrouve par l'influence de textes midrashiques ou intertestamentaires. De même, les traditions anciennes font référence au Testament d'Abraham, à l'Apocalypse d'Abraham, au Livre des Jubilés.

### Distinction entre Messager et Prophète
L'islam est une religion qui s'inscrit dans un modèle d'histoire « d’annonces successives transmises par des prophètes à des peuples qui restent globalement sourds à l’invitation qui leur est faite de reconnaître leur Seigneur et de se laisser guider par Lui ». Le premier terme utilisé pour les désigner, Nabî, est un emprunt à l’araméen et désigne un prophète. Le second terme est celui de Rasûl, « messager ». Une distinction peut être faite entre le nabî qui a pour mission de proclamer un message divin et le rasûl qui apporte une législation. Cette polarisation dans les rôles des prophètes existe déjà dans le monde chrétien. Pour Rémi Chéno, « une piste pourrait s’ouvrir si on voulait rapprocher l’arabe nabî et rasûl du grec chrétien correspondant, prophètès et apostolos »,.

### Signes de la prophétie
À l'époque de Mahomet, d'autres orateurs prêchaient un enseignement (souvent proche de celui du Coran). L'islam les considère comme de faux prophètes, et les oulémas ont établi des critères permettant de distinguer un vrai prophète d'un faux. Il y a consensus autour de certains signes, comme l'état d'absence, pendant lequel le prophète semble endormi étant absorbé dans le divin. D'autres signes comme l’impeccabilité, l'ascendance noble, les miracles sont rajoutés…
Les traditions populaires ont aussi ajouté d'autres signes. Certains annoncent la naissance du prophète tandis que d'autres permettent de le reconnaître. Ainsi, Mahomet est censé porter une marque physique sur les épaules. Pour al-Ashari, le prophète est un homme comme les autres, il n'est ni une femme (en raison, pour cet auteur, d'une intelligence moindre que celle d'un homme), ni un esclave. Il ne peut pas non plus avoir une infirmité.

## La notion de «sceau des prophètes»
L'expression « sceau des prophètes » est utilisée une fois dans le Coran (sourate XXXIII, verset 40) pour désigner Mahomet en réaction envers ceux qui critiquaient le fait qu'il n'avait pas de descendance. On peut voir dans ce titre à la fois l'idée de clôture mais aussi celui de « confirmation d'identité », déjà présente dans une expression évangélique proche (Jean 6.27).

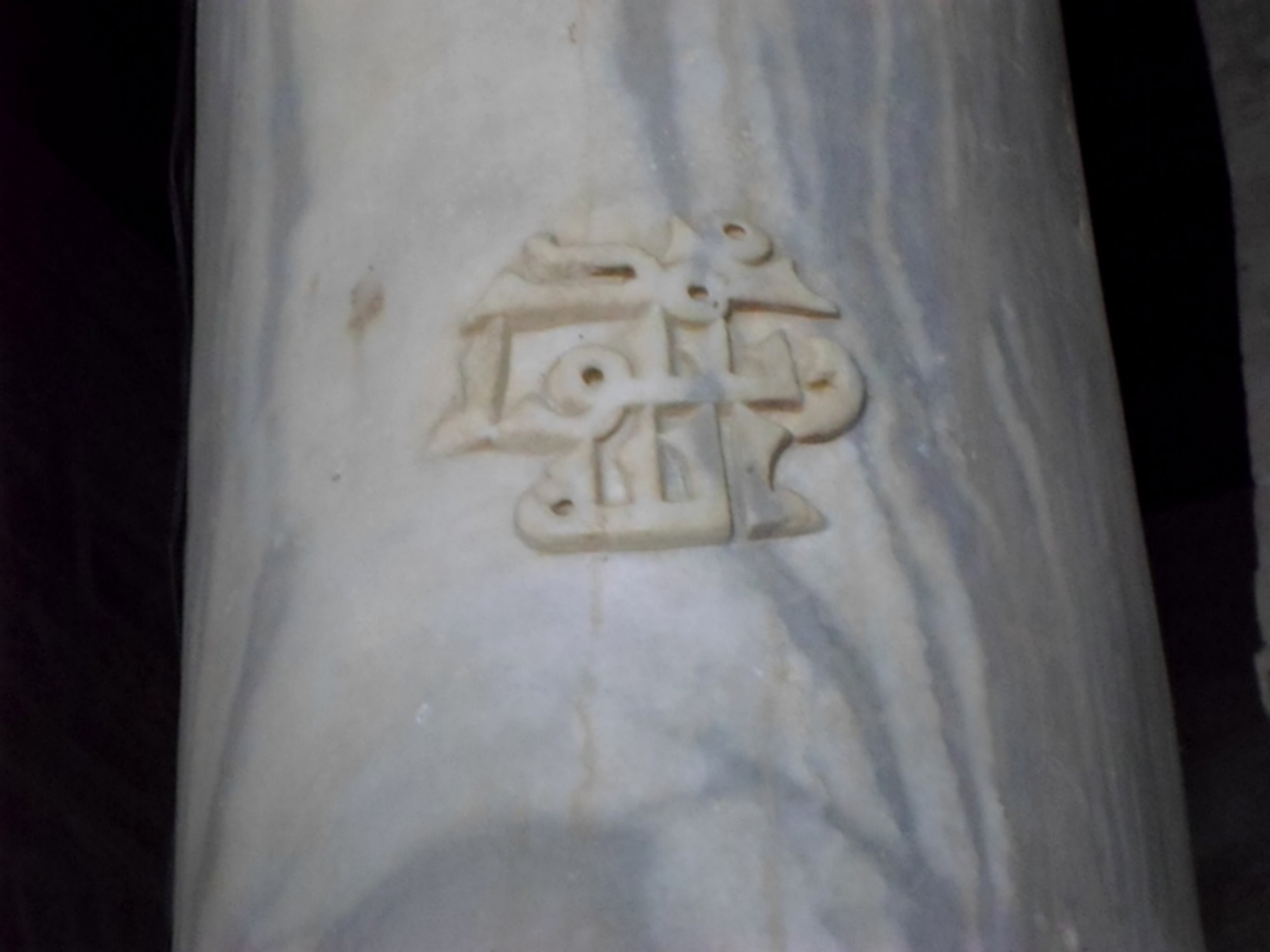
Inscription en style coufique Muḥammad messager d'Allah relative à Mahomet, gravée sur le fût d'une colonne de la grande mosquée de Kairouan.

Cette expression apparaît en premier chez Tertullien (apr. 220) pour désigner Jésus et annoncer que sa venue clôt la lignée prophétique, non pas comme étant le dernier prophète mais comme étant celui vers qui dirigent tous les prophètes de l'Ancien Testament. Pour Tertullien, Jean-Baptiste est le dernier prophète. À l'inverse, pour l'islam, le terme appliqué à Mahomet signifie qu'il est le dernier prophète.
Ce sens est lié à une influence du manichéisme, Mani se déclarant « sceau des prophètes ». Il déclarait que son enseignement était le dernier éclairage sur le christianisme et le zoroastrisme, et proposait d'en corriger les erreurs. Ce mouvement est aussi le premier à développer l'idée de falsification des écritures, dans la forme qui sera diffusée par l'islam.
Selon Gilliot, pour le premier islam, l'expression « sceau des prophètes » n'avait pas le sens de dernier prophète mais celui de « témoins des prophètes ». Cette notion pourrait provenir du christianisme ou du judéo-christianisme. En effet, il était admis que la capacité prophétique pouvait être héréditaire. Les traditions anciennes évoquent la possible transmission prophétique au fils de Mahomet (si celui-ci n'était pas mort) ou à son fils adoptif. Pour l'auteur, la nouvelle interprétation a prévalu pour des raisons théologiques et a été à l'origine de modifications des principes de l'adoption ou, même, du texte coranique.
Les commentateurs musulmans mystiques ont apporté quelques nuances. Pour eux, si Mahomet a obtenu l'intégralité de la Prophétie, celle-ci ne s'est pourtant pas éteinte avec lui.

## Dogme de l'impeccabilité des prophètes
Pour Olivier Hanne, « Les quatorze siècles de l’islam ont construit
autour de lui une doctrine cohérente que l’historien perce difficilement. ». La vie de Mahomet racontée par les traditions est donc « une image idéalisée du Prophète à travers le regard des musulmans des VIIIe – Xe siècles ».
C'est ainsi, par exemple, que se met en place la doctrine de l’impeccabilité de Mahomet et des prophètes, absente des premières générations de musulmans et contraire, pour ceux-ci, à la formule coranique disant que Mahomet est un « homme comme les autres ». Les écrits plus anciens associent à certains prophètes des « fautes graves ». De même, le Coran évoque des fautes commises par plusieurs prophètes, dont Adam, Moïse, David et Mahomet, lui-même. Cette mise en place a impliqué de « négliger les textes litigieux » et de s'estimer « libre dans l'interprétation ».
Le Coran ne défend donc en rien le dogme de l'impeccabilité des Prophètes. La Sunna, elle-même, n'en contient que quelques traces. Cette doctrine est énoncée, pour la première fois clairement, par Ibn Hanbal (855). Ce dogme entraînera des conflits d’interprétation lorsque la vieille exégèse (y compris dans les écrits attribués à Mahomet) heurtait ce principe d’impeccabilité.
Cette notion aurait été importée dans l'islam par le biais de l'islam chiite, à partir de l'influence des croyances orientales et a connu dans la pensée sunnite des évolutions et une mise en place longue. La définition de ce dogme pour l'islam sunnite se construit en réaction à la doctrine de l'impeccabilité appliquée par les chiites aux Imams et, probablement aussi, par comparaison avec le statut de Jésus chez les chrétiens. Hormis certaines positions modernes, c'est l'avis d'Ibn Taymiyya (1328) qui est, aujourd'hui, le plus suivi.

## Critique de l'idée de prophète
La place centrale des prophètes pour l'islam a été la cause de critiques sur le concept même de prophète. Entre le IIe et le IVe siècle, un certain nombre de penseurs, considérés comme hérétiques, ont défendu qu'un prophète était sa propre justification, que conforme à la raison, il serait inutile et que contraire à celle-ci, il serait nuisible. Un des principaux tenants de cette thèse est Ibn al-Muqaffa. Celui-ci a écrit un pastiche du Coran et défendait que la lecture de son ouvrage (suffisamment longue pour créer une habituation) le rendrait au niveau du Coran, réputé inimitable par les musulmans. De son côté, al-Nazzam considère que la perfection coranique ne vaut que pour un arabophone. Enfin, al-Razzi considère que le prophétisme est contraire à l'idée d'égalité des hommes et étudie l'aspect psychologique du Coran. Celui-ci le considère comme un « enfonceur du cerveau ». Ce courant disparaitra au Xe siècle avec la canonisation du dogme de l'inimitabilité du Coran.
Une réponse a été apportée par la falsafa. Al-Farabi a intégré le prophétisme dans sa doctrine générale. Celle-ci sera reprise par Avicenne puis al-Ghazali.

## Liste des prophètes
Le Coran cite plusieurs séries de messagers (rasoul) et de prophètes (nabî), certains sont connus de la Bible comme patriarches et non comme prophètes. Dans les sourates XXI (Les prophètes), IV (Les femmes), et III (ʿImran) un certain nombre sont cités dans une liste de « justes ». Il y a aussi les prophètes inconnus de la Bible. Selon Tabari, il y a eu environ 124 000 prophètes et 313 ont été rasûl (messagers) .
- Adam[23]آدم, ādam
- Énoch[24] إدريس, idrīs Idrîs
- Noé[25] نوح, nūḥ Nuh
- Abraham[26]إبراهيم, ibrāhīm Ibrâhîm
- Ismaël[27]  إسماعيل, ismāʿīl Ismâʿîl
- Loth[28] لوط, lūṭ Lût
- Isaac[29] إسحاق, isḥāq Ishâq
- Jacob[27] يعقوب, yaʿqūb Yaʿqûb (surnommé Israël)
- Joseph[30] يوسف, yūsuf Yûsuf (fils de Jacob)
- Shelah[31] prophète des Thamud صالح, ṣāliḥ
- Eber[32] prophète des ʿAd هود, hūd Hûd (dénommé Abir)
- Moïse[33] مُوسَى, mūsā Moussa
- Aaron[27] هارون, hārūn Hârûn
- Jethro[34] prophète des Madianites شُعَيْب, šuʿayb, Chuʿayb
- Job[27] أَيّوب, ayyūb Ayyûb
- David[27] داوود, dāwūd Dâwûd
- Salomon[27] سُلَيْمان, sulaymān Sulaymân
- Élie[35] إِلْيَاس, ilyās Ilyâs
- Élisée[36] اليسع, al yassar Al Yassa
- Jonas[37] يونس, yūnous Yûnous
- Ézéchiel[24] ذَو الكِفْل, ḏū'l-kifl Dhul Kifl
- Zacharie[38] زَكَرِيَّا, zakarīyā"
- Jean le Baptiste[39] يحْيى, yaḥyā Yahyâ
- Jésus[40] عِيسى, ʿīsā ʿIsâ
- Mahomet محمد (صلى الله عليه وسلم)